# Xgl

Xgl egy kijelző szerver

Kocka – váltás a virtuális munkaasztalok között egy 3D kocka forgatásával, a két asztal között pont egy nagy-felbontású videófilm látható

Az Xgl egy a fejlesztés korai stádiumában lévő, OpenGL-en alapuló Xserver architektúra. Az Xgl jelentősen gyorsabban hajtja végre az összetett grafikai műveleteket (például szöveg élsimított megjelenítését), mint a többi, OpenGL-t nem használó Xserver.

## Az Xgl nyílt forrású
2006 elején az Xgl karbantartója David Reveman közzétette a legutolsó kiadását az Xgl-nek, és a Compiz-t a közösség felé a freedesktop.org CVS nyilvános ágába. Most már a freedesktop.org szolgáltatja az Xgl csomagok forrását.

## Külső hivatkozások
- Az Xgl Wiki oldala a freedesktop.org-on
- Az Xgl Gentoo Wiki oldala
- Az Xegl Wiki oldala a freedesktop.org-on
- CVS böngésző: Xgl
- CVS böngésző: glitz
- CVS böngésző: compiz
- A Novell kiadásról szóló cikke videókkal
- Kommunikáció az Xgl és Xorg között – Csak informatikusoknak